# Liga Chilena de Voleibol Femenino 2021
La Liga Chilena de Voleibol Femenino 2021, oficialmente llamada «Liga Chilena Femenina A1 2021», es la 17.º edición de la primera categoría del voleibol femenino chileno. El campeonato lo organiza la Federación de Vóleibol Chileno . La relevancia de este torneo es la reanudación de la liga tras la suspensión de la edición 2020 por motivos relacionados con la pandemia por coronavirus.
El torneo fue nombrado Copa Mikasa y cuenta con 8 equipos participantes.

## Formato
El torneo se disputará en dos fases, en la primera fase se jugarán siete fechas bajo el sistema de todos contra todos donde los cuatro mejores equipos ubicados en la tabla de posiciones avanzarán a segunda fase. En semifinales los equipos se enfrentarán bajo el sistema de cruces (1° vs 4° y 2° vs 3°) para definir en un play off al mejor de dos duelos con set de oro a los finalistas. La final, en tanto, se jugará bajo el mismo sistema en un recinto aún por definir.

## Equipos

### Relevos de Equipos
| Pos  | a Liga A1   |
| ---- | ----------- |
| 1.°  | Colo-Colo   |
| Lig. | Unión Voley |

| a Liga A2                      |
| ------------------------------ |
| Selección Femenina U16         |
| Club Deportivo FullVoley       |
| Stadio Italiano                |
| Club de Voleibol Villa Alemana |

| Pos  | a Liga A1   |
| ---- | ----------- |
| 1.°  | Colo-Colo   |
| Lig. | Unión Voley |

| a Liga A2                      |
| ------------------------------ |
| Selección Femenina U16         |
| Club Deportivo FullVoley       |
| Stadio Italiano                |
| Club de Voleibol Villa Alemana |

### Temporada 2021
| \| Equipo \| Región \| Comuna \| \| --------------------------------- \| ------------- \| ------------- \| \| Club Deportivo Boston College \| Metropolitana \| Maipú \| \| Club Deportivo Excelsior \| Metropolitana \| Quinta Normal \| \| Club Deportivo Manquehue \| Metropolitana \| Vitacura \| \| Club Deportivo Murano \| Metropolitana \| Las Condes \| \| Club Social y Deportivo Colo-Colo \| Metropolitana \| Macul \| \| Colegio Alemán de Concepción \| Biobío \| Concepción \| \| Unión Voley \| Valparaíso \| San Felipe \| \| Universidad de Concepción \| Biobío \| Concepción \| |               |               |
| Equipo | Región        | Comuna        |
| Club Deportivo Boston College | Metropolitana | Maipú         |
| Club Deportivo Excelsior | Metropolitana | Quinta Normal |
| Club Deportivo Manquehue | Metropolitana | Vitacura      |
| Club Deportivo Murano | Metropolitana | Las Condes    |
| Club Social y Deportivo Colo-Colo | Metropolitana | Macul         |
| Colegio Alemán de Concepción | Biobío        | Concepción    |
| Unión Voley | Valparaíso    | San Felipe    |
| Universidad de Concepción | Biobío        | Concepción    |

## Resultados

### Clasificación
– Avanzan a Segunda Fase. 
|      |                           | Partidos | Partidos | Partidos |      | Sets | Sets | Sets  | Puntos | Puntos | Puntos |
| Pos. | Equipo                    | PJ       | PG       | PP       | Pts. | SG   | SP   | Ratio | PG     | PP     |        |
| ---- | ------------------------- | -------- | -------- | -------- | ---- | ---- | ---- | ----- | ------ | ------ | ------ |
| 1    | Colo-Colo                 | 6        | 6        | 0        | 18   | 18   | 2    | 9.00  | 493    | 330    |        |
| 2    | Boston College            | 6        | 6        | 0        | 18   | 18   | 2    | 9.00  | 489    | 370    |        |
| 3    | Murano                    | 6        | 4        | 2        | 11   | 13   | 9    | 2.33  | 495    | 465    |        |
| 4    | Club Manquehue            | 6        | 3        | 3        | 10   | 13   | 9    | 1.71  | 503    | 564    |        |
| 5    | Universidad de Concepción | 6        | 2        | 4        | 6    | 6    | 14   | 0.75  | 392    | 459    |        |
| 6    | Excelsior                 | 6        | 2        | 4        | 6    | 7    | 13   | 0.70  | 395    | 454    |        |
| 7    | Colegio Alemán            | 6        | 1        | 5        | 3    | 6    | 16   | 0.38  | 440    | 530    |        |
| 8    | Unión Voley               | 6        | 0        | 6        | 0    | 3    | 18   | 0.20  | 385    | 514    |        |

#### Resultados
| # | Sede                               | Fecha            | Partido          | Partido   | Partido          | Sets  | Sets  | Sets  | Sets  | Sets | Puntuación total |
| # | Sede                               | Fecha            |                  | Resultado |                  | 1     | 2     | 3     | 4     | 5    | Puntuación total |
| - | ---------------------------------- | ---------------- | ---------------- | --------- | ---------------- | ----- | ----- | ----- | ----- | ---- | ---------------- |
| 1 | Gimnasio Universidad de Concepción | 25 de septiembre | U. de Concepción | 3–1       | Colegio Alemán   | 15-25 | 25-21 | 25-19 | 26-24 | -    | 91–89            |
| 1 | Gimnasio Boston College            | 25 de septiembre | Unión Voley      | 0–3       | Colo-Colo        | 13-25 | 16-25 | 20-25 | -     | -    | 49–75            |
| 1 | Gimnasio Boston College            | 25 de septiembre | Club Manquehue   | 2–3       | Murano           | 25-27 | 25-20 | 15-25 | 25-12 | 9-15 | 99–99            |
| 1 | Gimnasio Boston College            | 25 de septiembre | Excelsior        | 0–3       | Boston College   | 20-25 | 19-25 | 17-25 | -     | -    | 56–75            |
| 2 | Gimnasio Boston College            | 26 de septiembre | Colo-Colo        | 3–1       | Club Manquehue   | 25-17 | 25-17 | 22-25 | 25-16 | -    | 97–75            |
| 2 | Gimnasio Boston College            | 26 de septiembre | Excelsior        | 3–0       | U. de Concepción | 25-21 | 25-20 | 25-15 | -     | -    | 75–56            |
| 2 | Gimnasio Boston College            | 26 de septiembre | Colegio Alemán   | 3–1       | Unión Voley      | 25-23 | 16-25 | 27-25 | 25-22 | -    | 93–95            |
| 2 | Gimnasio Boston College            | 26 de septiembre | Boston College   | 3–0       | Murano           | 25-21 | 25-19 | 25-22 | -     | -    | 75–62            |
| 3 | Centro de Entrenamiento Olímpico 2 | 2 de octubre     | Murano           | 3–1       | Excelsior        | 21-25 | 25-20 | 26-24 | 26-18 | -    | 97–87            |
| 3 | Centro de Entrenamiento Olímpico 2 | 2 de octubre     | Unión Voley      | 0–3       | Boston College   | 17-25 | 9-25  | 20-25 | -     | -    | 46–75            |
| 3 | Centro de Entrenamiento Olímpico 2 | 2 de octubre     | Colo-Colo        | 3–0       | Colegio Alemán   | 25-11 | 25-15 | 25-14 | -     | -    | 75–40            |
| 3 | Centro de Entrenamiento Olímpico 2 | 2 de octubre     | Club Manquehue   | 3–0       | U. de Concepción | 25-17 | 25-21 | 25-18 | -     | -    | 75–56            |
| 4 | Centro de Entrenamiento Olímpico 2 | 3 de octubre     | Excelsior        | 3–1       | Unión Voley      | 16-25 | 25-19 | 25-11 | 25-21 | -    | 91–76            |
| 4 | Centro de Entrenamiento Olímpico 2 | 3 de octubre     | Colegio Alemán   | 0–3       | Murano           | 25-27 | 14-25 | 20-25 | -     | -    | 59–77            |
| 4 | Centro de Entrenamiento Olímpico 2 | 3 de octubre     | U. de Concepción | 0–3       | Colo-Colo        | 17-25 | 9-25  | 17-25 | -     | -    | 43–75            |
| 4 | Centro de Entrenamiento Olímpico 2 | 3 de octubre     | Boston College   | 3–1       | Club Manquehue   | 19-25 | 25-23 | 25-17 | 25-17 | -    | 94–82            |
| 5 | Centro de Entrenamiento Olímpico   | 8 de octubre     | Club Manquehue   | 3–0       | Excelsior        | 25-13 | 25-16 | 25-19 | -     | -    | 75–48            |
| 5 | Centro de Entrenamiento Olímpico   | 8 de octubre     | Colo-Colo        | 3–1       | Murano           | 25-14 | 19-25 | 27-25 | 25-21 | -    | 96–85            |
| 5 | Gimnasio Colegio Alemán            | 9 de octubre     | U. de Concepción | 3–1       | Unión Voley      | 25-20 | 25-8  | 24-26 | 25-16 | -    | 99–70            |
| 5 | Gimnasio Colegio Alemán            | 9 de octubre     | Colegio Alemán   | 1–3       | Boston College   | 21-25 | 14-25 | 25-20 | 17-25 | -    | 77–95            |
| 6 | Gimnasio Colegio Alemán            | 10 de octubre    | U. de Concepción | 0–3       | Boston College   | 13-25 | 15-25 | 19-25 | -     | -    | 47–75            |
| 6 | Gimnasio Colegio Alemán            | 10 de octubre    | Colegio Alemán   | 1–3       | Club Manquehue   | 11-25 | 25-27 | 25-20 | 21-25 | -    | 96–85            |
| 6 | Gimnasio Boston College            | 10 de octubre    | Excelsior        | 0–3       | Colo-Colo        | 8-25  | 20-25 | 10-25 | -     | -    | 38–75            |
| 6 | Gimnasio Boston College            | 10 de octubre    | Unión Voley      | 0–3       | Murano           | 14-25 | 22-25 | 13-25 | -     | -    | 49–75            |
| 7 | Centro Entrenamiento Olímpico      | 15 de octubre    | Unión Voley      | –         | Club Manquehue   | -     | -     | -     | -     | -    | –                |
| 7 | Centro Entrenamiento Olímpico      | 15 de octubre    | Colo-Colo        | –         | Boston College   | -     | -     | -     | -     | -    | –                |
| 7 | Gimnasio Universidad de Concepción | 16 de octubre    | Colegio Alemán   | –         | Excelsior        | -     | -     | -     | -     | -    | –                |
| 7 | Gimnasio Universidad de Concepción | 16 de octubre    | U. de Concepción | –         | Murano           | -     | -     | -     | -     | -    | –                |

## Segunda Fase
La Segunda Fase o Play Offs de la Liga Chilena de Voleibol Femenino 2021 se disputa en dos etapas, desde semifinales hasta la gran final entre los 4  primeros equipos clasificados en la primera fase. Así mismo, se enfrenta el primero clasificado contra el cuarto y el segundo contra el tercero, todas estas eliminatorias se disputaron al mejor de dos partidos y en el caso de empatar, se decide la clasificación por medio de un golden set o set de desempate.
La segunda fase se disputa desde el 23 de octubre al 31 de octubre de 2021. Todos los partidos se disputan en el Centro de Entrenamiento Olímpico, por motivos sanitarios los duelos de semifinales se disputaron sin público al igual que en primera fase, sin embargo para los duelos finales se autorizó la venta de 1000 entradas.
|  | Semifinales | Semifinales | Semifinales |     |         | Final        | Final        | Final        |  |
|  |             |             |             |     |         |              |              |              |  |
|  |             |             |             |     |         |              |              |              |  |
|  | 1           | Francia     | 3           |     |         |              |              |              |  |
|  | 1           | Francia     | 3           |     |         |              |              |              |  |
|  | 4           | Argentina   | 0           |     |         |              |              |              |  |
|  | 4           | Argentina   | 0           |     | Francia | Francia      | 3            |              |  |
|  |             |             |             |     | Francia | Francia      | 3            |              |  |
|  |             |             | ROC         | ROC | 2       |              |              |              |  |
|  | 3           | Brasil      | ROC         | ROC | 2       | 1            |              |              |  |
|  | 3           | Brasil      |             |     |         | 1            |              |              |  |
|  | 2           | ROC         | 3           |     |         | Tercer lugar | Tercer lugar | Tercer lugar |  |
|  | 2           | ROC         | 3           |     |         | Tercer lugar | Tercer lugar | Tercer lugar |  |
|  |             |             |             |     |         |              |              |              |  |
|  |             |             |             |     |         | Argentina    | Argentina    | 3            |  |
|  |             |             |             |     |         | Argentina    | Argentina    | 3            |  |
|  |             |             |             |     |         | Brasil       | Brasil       | 2            |  |
|  |             |             |             |     |         | Brasil       | Brasil       | 2            |  |
|  |             |             |             |     |         |              |              |              |  |